# Record du monde du 3 000 mètres
Pour un article plus général, voir Records du monde d'athlétisme.
Les records du monde du 3 000 mètres sont actuellement détenus par le Norvégien Jakob Ingebrigtsen avec le temps de 7 min 17 s 55, établi le 25 août 2024 à Chorzów en Pologne, lors du meeting de Silésie de la Ligue de Diamant, et par la Chinoise Wang Junxia, créditée de 8 min 6 s 11 le 13 septembre 1993 lors des Jeux nationaux de Chine à Pékin.
Les records du monde en salle du 3 000 m appartiennent à Grant Fisher(7 min 22 s 91 le 8 février 2024 à New york) et à l'Éthiopienne Genzebe Dibaba (8 min 16 s 60 le 6 février 2014 à Stockholm).

## Record du monde masculin

### Évolution du record du monde masculin
26 records du monde masculins du 3 000 m ont été homologués par l'IAAF.
| Temps         | Athlète            | Date               | Lieu                  |
| ------------- | ------------------ | ------------------ | --------------------- |
| 8 min 36 s 8  | Hannes Kolehmainen | 12 juillet 1912    | Stockholm             |
| 8 min 33 s 2  | John Zander        | 7 août 1918        | Stockholm             |
| 8 min 28 s 6  | Paavo Nurmi        | 27 août 1922       | Turku                 |
| 8 min 27 s 6  | Edvin Wide         | 7 juin 1925        | Halmstad              |
| 8 min 25 s 4  | Paavo Nurmi        | 24 mai 1926        | Berlin                |
| 8 min 20 s 4  | Paavo Nurmi        | 13 juillet 1926    | Stockholm             |
| 8 min 18 s 8  | Janusz Kusociński  | 19 juin 1932       | Anvers                |
| 8 min 18 s 4  | Henry Nielsen      | 24 juillet 1934    | Stockholm             |
| 8 min 14 s 8  | Gunnar Höckert     | 16 septembre 1936  | Stockholm             |
| 8 min 09 s 0  | Henry Jonsson      | 14 août 1940       | Stockholm             |
| 8 min 01 s 2  | Gunder Hägg        | 28 août 1942       | Stockholm             |
| 7 min 58 s 8  | Gaston Reiff       | 12 août 1949       | Gävle                 |
| 7 min 55 s 6  | Sándor Iharos      | 14 mai 1955        | Budapest              |
| 7 min 55 s 6  | Gordon Pirie       | 22 juin 1956       | Trondheim             |
| 7 min 52 s 8  | Gordon Pirie       | 4 septembre 1956   | Malmö                 |
| 7 min 49 s 2  | Michel Jazy        | 27 juin 1962       | Saint-Maur-des-Fossés |
| 7 min 49 s 0+ | Michel Jazy        | 23 juin 1965       | Melun                 |
| 7 min 46 s 0  | Siegfried Herrmann | 5 août 1965        | Erfurt                |
| 7 min 39 s 6  | Kipchoge Keino     | 27 août 1965       | Helsingborg           |
| 7 min 37 s 6  | Emiel Puttemans    | 14 septembre 1972  | Aarhus                |
| 7 min 35 s 2  | Brendan Foster     | 3 août 1974        | Gateshead             |
| 7 min 32 s 1  | Henry Rono         | 27 juin 1978       | Oslo                  |
| 7 min 29 s 45 | Saïd Aouita        | 20 août 1989       | Cologne               |
| 7 min 28 s 96 | Moses Kiptanui     | 16 août 1992       | Cologne               |
| 7 min 25 s 11 | Noureddine Morceli | 2 août 1994        | Monaco                |
| 7 min 20 s 67 | Daniel Komen       | 1er septembre 1996 | Rieti                 |
| 7 min 17 s 55 | Jakob Ingebrigtsen | 25 août 2024       | Chorzow               |

### Meilleures performances masculines
Tous les coureurs avec un temps de 7:30,14 min ou plus (Dernière modification: 25. Août 2024)
1. 7:17,55 min  Jakob Ingebrigtsen, Chorzów, 25. Août 2024
2. 7:20,67 min  Daniel Kipngetich Komen, Rieti, 1. Septembre 1996
3. 7:21,28 min  Berihu Aregawi, Chorzów, 25. Août 2024
4. 7:23,09 min  Hicham El Guerrouj, Bruxelles, 3. Septembre 1999
5. 7:23,64 min  Yomif Kejelcha, Eugene, 17. Septembre 2023
6. 7:23,81 min  Lamecha Girma, Liévin, 15. Février 2023 (RN)
7. 7:24,68 min  Mohamed Katir, Liévin, 15. Février 2023 (RE)
8. 7:24,98 min  Getnet Wale, Liévin, 9. Février 2021
9. 7:25,02 min  Ali Saïdi-Sief, Monaco, 18. Août 2000
10. 7:25,09 min  Haile Gebrselassie, Bruxelles, 28. Août 1998
11. 7:25,11 min  Noureddine Morceli, Monaco, 2. Août 1994
12. 7:25,47 min  Grant Fisher, Eugene, 17. Septembre 2023
13. 7:25,48 min  Telahun Bekele, Eugene (Oregon), 17. Septembre 2023
14. 7:25,79 min  Kenenisa Bekele, Stockholm, 7. Août 2007
15. 7:25,82 min  Selemon Barega, Toruń, 6. Février 2024
16. 7:25,93 min  Thierry Ndikumwenayo, Monaco, 10. August 2022
17. 7:26,62 min  Mohammed Mourhit, Monaco, 18. Août 2000
18. 7:26,64 min  Jacob Kiplimo, Rome, 17. Septembre 2020
19. 7:27,18 min  Moses Kiptanui, Monaco, 25. Juillet 1995
20. 7:27,26 min  Yenew Alamirew, Doha, 6. Mai 2011
21. 7:27,55 min  Edwin Soi, Doha, 6. Mai 2011
22. 7:27,59 min  Luke Kipkosgei, Monaco, 8. Août 1998
23. 7:27,66 min  Eliud Kipchoge, Doha, 6. Mai 2011
24. 7:27,68 min  Dominic Lobalu, Londres, 20. Juillet 2024 (RN)
25. 7:27,75 min  Tom Nyariki, Monaco, 10. Août 1996
26. 7:28,00 min  Augustine Choge, Stuttgart, 5. Février 2011
27. 7:28,02 min  Stewart McSweyn, Rome, 17. Septembre 2020
28. 7:28,24 min  Yared Nuguse, Boston, 27. Janvier 2023
29. 7:28,28 min  James Kwalia, Bruxelles, 3. Septembre 2004
30. 7:28,41 min  Paul Bitok, Monaco, 10. Août 1996
31. 7:28,45 min  Assefa Mezgebu, Monaco, 8. Août 1998
32. 7:28,53 min  Edwin Kurgat (en), Londres, 20. Juillet 2024
33. 7:28,67 min  Benjamin Limo, Monaco, 4. Août 1999
34. 7:28,70 min  Paul Tergat, Monaco, 10. Août 1996
35. 7:28,70 min  Tariku Bekele, Rieti, 29. Août 2010
36. 7:28,72 min  Isaac Kiprono Songok, Rieti, 27. Août 2006
37. 7:28,73 min  Ronald Kwemoi, Doha, 5. Mai 2017
38. 7:28,83 min  Jacob Krop, Paris, 7. Juillet 2024
39. 7:28,93 min  Salah Hissou, 4. Août 1999
40. 7:28,94 min  Brahim Lahlafi, Monaco, 4. Août 1999
41. 7:29,00 min  Bernard Lagat, Rieti, 29. Août 2010
42. 7:29,09 min  John Kibowen, Oslo, 9. Juillet 1998
43. 7:29,34 min  Isaac Viciosa, Oslo, 9. Juillet 1998
44. 7:29,43 min  Luis Grijalva, Eugene, 17. Septembre 2023
45. 7:29,45 min  Saïd Aouita, Cologne, 20. Août 1989
46. 7:29,92 min  Sileshi Sihine, Rieti, 28. Août 2005
47. 7:30,09 min  Ismaïl Sghyr, Monaco, 25. Juillet 1995
48. 7:30,09 min  Thomas Longosiwa, Doha, 8. Mai 2009
49. 7:30,09 min  Abdalaati Iguider, Paris, 27. Août 2016
50. 7:30,14 min  Josh Kerr, New York, 11. Février 2024

## Record du monde féminin
9 records du monde féminins du 3 000 m ont été homologués par l'IAAF.
| Temps         | Athlète              | Date              | Lieu         |
| ------------- | -------------------- | ----------------- | ------------ |
| 8 min 52 s 8* | Lyudmila Bragina     | 6 juillet 1974    | Durham       |
| 8 min 46 s 6  | Grete Andersen-Waitz | 24 juin 1975      | Oslo         |
| 8 min 45 s 4  | Grete Waitz          | 21 juin 1976      | Oslo         |
| 8 min 27 s 2* | Lyudmila Bragina     | 7 août 1976       | College Park |
| 8 min 26 s 78 | Svetlana Ulmasova    | 25 juillet 1982   | Kiev         |
| 8 min 22 s 62 | Tatyana Kazankina    | 26 août 1984      | Leningrad    |
| 8 min 22 s 06 | Zhang Linli          | 12 septembre 1993 | Pékin        |
| 8 min 12 s 19 | Wang Junxia          | 12 septembre 1993 | Pékin        |
| 8 min 06 s 11 | Wang Junxia          | 13 septembre 1993 | Pékin        |

## Records du monde sur piste courte
À partir du 1er janvier 2024, World Athletics introduit le nouveau terme « piste courte » (« short track » en anglais) en remplacement du terme « en salle » (« indoor ») pour décrire les compétitions et les performances dont les courses se déroulent sur une piste de 200 m, traditionnellement dans une salle mais également en extérieur.

### Hommes
7 records du monde en salle masculins du 3 000 m ont été ratifiés par l'IAAF.
| Temps         | Athlète            | Date            | Lieu      |
| ------------- | ------------------ | --------------- | --------- |
| 7 min 39 s 2+ | Emiel Puttemans    | 18 février 1973 | Berlin    |
| 7 min 37 s 31 | Moses Kiptanui     | 20 février 1992 | Séville   |
| 7 min 35 s 15 | Moses Kiptanui     | 12 février 1995 | Gand      |
| 7 min 30 s 72 | Haile Gebrselassie | 4 février 1996  | Stuttgart |
| 7 min 26 s 15 | Haile Gebrselassie | 25 janvier 1998 | Karlsruhe |
| 7 min 24 s 90 | Daniel Komen       | 6 février 1998  | Budapest  |
| 7 min 23 s 81 | Lamecha Girma      | 15 février 2023 | Liévin    |

### Femmes
7 records du monde en salle féminins du 3 000 m ont été ratifiés par l'IAAF.
| Temps         | Athlète           | Date            | Lieu       |
| ------------- | ----------------- | --------------- | ---------- |
| 8 min 39 s 79 | Zola Budd         | 8 février 1986  | Cosford    |
| 8 min 33 s 82 | Elly van Hulst    | 4 mars 1989     | Budapest   |
| 8 min 32 s 88 | Gabriela Szabo    | 18 février 2001 | Birmingham |
| 8 min 29 s 15 | Berhane Adere     | 3 février 2002  | Stuttgart  |
| 8 min 27 s 86 | Liliya Shobukhova | 17 février 2006 | Moscou     |
| 8 min 23 s 72 | Meseret Defar     | 3 février 2007  | Stuttgart  |
| 8 min 16 s 60 | Genzebe Dibaba    | 6 février 2014  | Stockholm  |

## Autres catégories d'âge

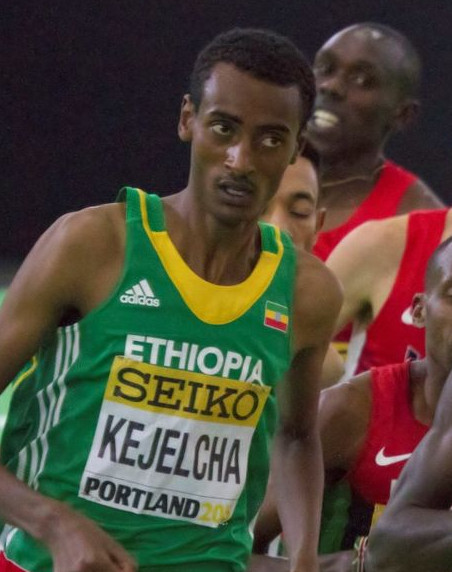
Yomif Kejelcha détient le record du monde junior du 3000 m.

Les records du monde juniors du 3 000 m sont actuellement détenus par l'Éthiopien Yomif Kejelcha, auteur de 7 min 28 s 19 le 27 août 2016 à Saint-Denis lors du Meeting de Paris, et par la Britannique Zola Budd, créditée de 8 min 28 s 83 le 7 septembre 1985 à Rome. Les records du monde juniors en salle sont détenus par l'Éthiopien Hagos Gebrhiwet en 7 min 32 s 87 (2013) et par sa compatriote Tirunesh Dibaba en 8 min 33 s 56 (2004).
Les meilleures performances mondiales cadets sont la propriété de l'Éthiopien Abreham Cherkos (7 min 32 s 37 le 11 juillet 2006 à Lausanne) et de la Chinoise Ma Ningning (8 min 36 s 45 le 6 juin 1993 à Jinan).
| Record                               | Athlète         | Temps         | Date            | Lieu        |
| ------------------------------------ | --------------- | ------------- | --------------- | ----------- |
| Record du monde junior               | Yomif Kejelcha  | 7 min 28 s 19 | 27 août 2016    | Saint-Denis |
| Record du monde junior en salle      | Hagos Gebrhiwet | 7 min 32 s 87 | 2 février 2013  | Boston      |
| Meilleure performance mondiale cadet | Abreham Cherkos | 7 min 32 s 37 | 11 juillet 2006 | Lausanne    |

| Record                               | Athlète         | Temps         | Date             | Lieu       |
| ------------------------------------ | --------------- | ------------- | ---------------- | ---------- |
| Record du monde junior               | Zola Budd       | 8 min 28 s 83 | 7 septembre 1985 | Rome       |
| Record du monde junior en salle      | Tirunesh Dibaba | 8 min 33 s 56 | 20 février 2004  | Birmingham |
| Meilleure performance mondiale cadet | Ma Ningning     | 8 min 36 s 45 | 6 juin 1993      | Jinan      |